# Station Lamarche
Station Lamarche is een spoorwegstation in de Franse gemeente Lamarche.